# جانسون آزیگا
جانسون آزیگا (زادهٔ ۱۹۵۶) فردی زادهٔ اوگاندا است که قبلاً ساکن همیلتون، انتاریو، کانادا بوده و عموماً به دلیل قتل عمد در کانادا به شکل گسترش HIV، شناخته می‌شود.
آزیگا در سال ۱۹۹۶ در آزمایشی که داد، حامل ویروس HIV تشخیص داده شد و علی‌رغم آگاهی از بیمار بودن خود، با ۱۱ زن نزدیکی داشت بدون آنکه از کاندوم استفاده کند یا اینکه آنها را از بیماری خود آگاه سازد. این کار وی منجر به مبتلا شدن هفت نفر از آنها به HIV و همچنین کشته شدن دو نفر از آنان بر اثر ایدز شد که این موضوع در سال ۲۰۰۳ فاش شد. پس از برگزاری دادگاه‌های متوالی، در نهایت آزیگا در سال ۲۰۰۹ به قتل عمد متهم شده و به حبس ابد محکوم شد.